# Waldemar Popiołek
Waldemar Popiołek (ur. 22 kwietnia 1935 w Sosnowcu) – polski dyplomata i działacz partyjny, chargé d’affaires w Sudanie (1989–1990).

## Życiorys
Syn Bronisława i Władysławy. W 1959 uzyskał tytuł magistra prawa międzynarodowego publicznego na Wydziale Dyplomatyczno-Konsularnym Szkoły Głównej Służby Zagranicznej, ukończył też studium służby zagranicznej w Wyższej Szkole Nauk Społecznych przy KC PZPR (1976). Od 1949 członek Związku Młodzieży Polskiej, od 1968 Polskiej Zjednoczonej Partii Robotniczej. Był m.in. członkiem egzekutywy POP PZPR przy ambasadzie w Pakistanie, I sekretarzem POP przy Ministerstwie Handlu Zagranicznego i II sekretarzem POP przy Ministerstwie Współpracy Gospodarczej z Zagranicą.
W latach 50. i 60. handlowiec i starszy handlowiec w Przedsiębiorstwie Handlu Zagranicznego „Metalexport”. Od 1959 do 1961 tłumacz w Międzynarodowej Komisji Nadzoru i Kontroli w Wietnamie. Pomiędzy 1967 a 1971 kierował działem w Biurze Radcy Handlowego przy ambasadzie PRL w Islambadzie, następnie do 1976 starszy specjalista w Ministerstwie Handlu Zagranicznego i Gospodarki Morskiej. W latach 1976–1981 kierował Biurem Radcy Handlowego przy ambasadzie PRL w Malezji, a w latach 1981–1988 był główny specjalista w Departamencie Prawnym Ministerstwa Handlu Zagranicznego (od 1987 Współpracy Gospodarczej z Zagranicą). W 1988 został radcą handlowym ambasady PRL w Chartumie. Od sierpnia 1989 do marca 1990 pełnił funkcję chargé d’affaires ad interim tej placówki.